# Brézé
Brézé foi uma comuna francesa na região administrativa da Pays de la Loire, no departamento de Maine-et-Loire. Estendia-se por uma área de 20,05 km². Em 2010 a comuna tinha 1 308 habitantes (densidade: 65,2 hab./km²).
Em 1 de janeiro de 2019, passou a formar parte da nova comuna de Bellevigne-les-Châteaux.